# 地中海僧海豹
地中海僧海豹（學名：Monachus monachus）是一種僧海豹。截至2015年，牠們現存不到700隻，是世上最為稀有的鰭足類，也是最為瀕危的哺乳動物之一。 牠們分佈在地中海及東大西洋近北回歸線的海域。

## 特徵
地中海僧海豹平均長2.3米，重約310公斤，雌海豹比公海豹較為細小。 牠們的上下顎各有8對牙齒。公海豹的毛皮呈黑色，而雌海豹的呈褐色至深灰色。牠們的鼻端短而扁平，鼻孔長而向上。鰭足相對較短，有細小的爪。牠們有兩對可伸縮的乳頭。
幼海豹出生時出生時約長80厘米，全身有黑色毛皮覆蓋，其上有一白斑，白斑的形狀足以分辨個別的僧海豹。牠們的壽命不詳，合計可以活到20-25歲。

## 繁殖
就地中海僧海豹的繁殖所知甚少。科學家相信牠們是一夫多妻制的。牠們全年也可交配，高峰期於10月及11月。不過由於風暴潮等會浸入洞穴中，令幼海豹的死亡率大大提高，尤其是在卡沃布蘭科（Cabo Blanco）。根據世界自然保護聯盟所指，幼海豹首兩個月只有少於50%能生存下來，大部份都是在出生後兩星期死亡。於9月至1月間出生的幼海豹生存率是29%，其餘時間出生的生存率則是71%。
幼海豹出生後的兩星期會首次進入水中，到了18星期大就斷奶。雌海豹平均有9小時會出外覓食。 們約於4歲就達至性成熟。妊娠期接近1年，位於卡沃布蘭科群落的妊娠期多於1年。懷孕的地中海僧海豹會躲到不能進入的海底洞穴待產。

## 食性
地中海僧海豹是夜間活動的，主要吃魚類及軟體動物，尤其是八爪魚、烏賊及鰻，每天可以吃達3公斤。牠們會到水深50-75米的地方覓食，但也有到深達500米的地方覓食。牠們喜歡利用高速在廣闊的地方獵食。牠們也會獵食底棲動物，曾有見到牠們會舉起石床尋找獵物。

## 棲息地
地中海僧海豹的棲息地在近年不斷轉變。20世紀前牠們都會在海灘上聚集及生育。但到了近年，牠們只利用海中洞穴繁殖，而這些洞穴往往是位於人類不能到達的地方。科學家證實這是受到人口增長、觀光及工業發展造成棲息地破壞所影響的。加上牠們怕羞及不願與人接觸，逐步遠離人群，並於近年完全與人隔絕。不過這些洞穴卻造成幼海豹的高死亡率。

## 保育狀況
地中海僧海豹以往分佈在地中海及黑海沿岸，包括所有地中海的離岸島嶼，與及大西洋及西至亞速爾群島、馬德拉群島的島嶼。南至岡比亞及佛得角，北至葡萄牙及法國都有一些離群的地中海僧海豹出沒。
地中海僧海豹的數量大幅下降的原因是商業捕漁。於20世紀，因牠們破壞漁網，漁民認為牠們是害蟲而將牠們根除。另外，城市化及污染亦影響牠們的數量。 在馬爾馬拉海，牠們因污染及頻繁的海上交通而滅絕。現時估計牠們的數量少於500隻，故處於濒危狀況。加上牠們群落分散，增加了對牠們的危害程度。

## 外部連結
- ARKive
- The Monachus Guardian（页面存档备份，存于）
- SAD-AFAG（页面存档备份，存于）
- World Conservation Monitoring Centre